# Thiếu nhi thế giới liên hoan
Thiếu nhi thế giới liên hoan là một bài hát thiếu nhi của nhạc sĩ Lưu Hữu Phước. Bài hát này đã nằm trong Top 50 bài hát thiếu nhi của Việt Nam hay nhất thế kỉ 20 và được đứng ở vị trí thứ 42, nói lên tình hữu nghị của thiếu nhi thế giới.

## Hoàn cảnh ra đời
Năm 1946, Lưu Hữu Phước tham gia công tác tuyên truyền ở Nam Bộ. Đến tháng 5 năm 1946, ông được điều động ra Hà Nội, làm nhiệm vụ thành lập Trung ương Nhạc viện vào tháng 9 năm 1946. Sau đó ông cùng tập thể Hội Văn hoá Cứu quốc tản cư lên Việt Bắc. Lưu Hữu Phước được giao nhiệm vụ thành lập Đội Thiếu nhi tuyên truyền xung phong, sau được đổi tên là Đoàn nhạc kịch Thiếu nhi kháng chiến thuộc Trung ương Nhạc viện. Đoàn đã lần lượt trình diễn một số vở ca kịch do ông sáng tác như Con thỏ ngọc, Diệt sói lang, Phá mưu bù nhìn, Hai chàng lưng gù và Hái hoa dâng Bác (nhân kỷ niệm 60 năm ngày sinh Hồ Chí Minh). Năm 1950, ông được giao nhiệm vụ thành lập Trường Thiếu nhi Nghệ thuật và làm Giám đốc của Trường.
Trong kháng chiến chống Pháp từ năm 1946 đến năm 1954, Lưu Hữu Phước sáng tác nhiều tác phẩm âm nhạc như Ca ngợi Hồ Chủ tịch, Đông Nam Á châu đại hợp xướng, Tuổi hai mươi, Thiếu nhi thế giới liên hoan, Nông dân vươn mình, Henri Martin, Em yêu chị Raymonde, Cả cuộc đời về ta...